# Tenuia nigripes
Tenuia nigripes är en tvåvingeart som beskrevs av Malloch 1926. Tenuia nigripes ingår i släktet Tenuia och familjen Cypselosomatidae. Inga underarter finns listade i Catalogue of Life.